# Captain John Handy

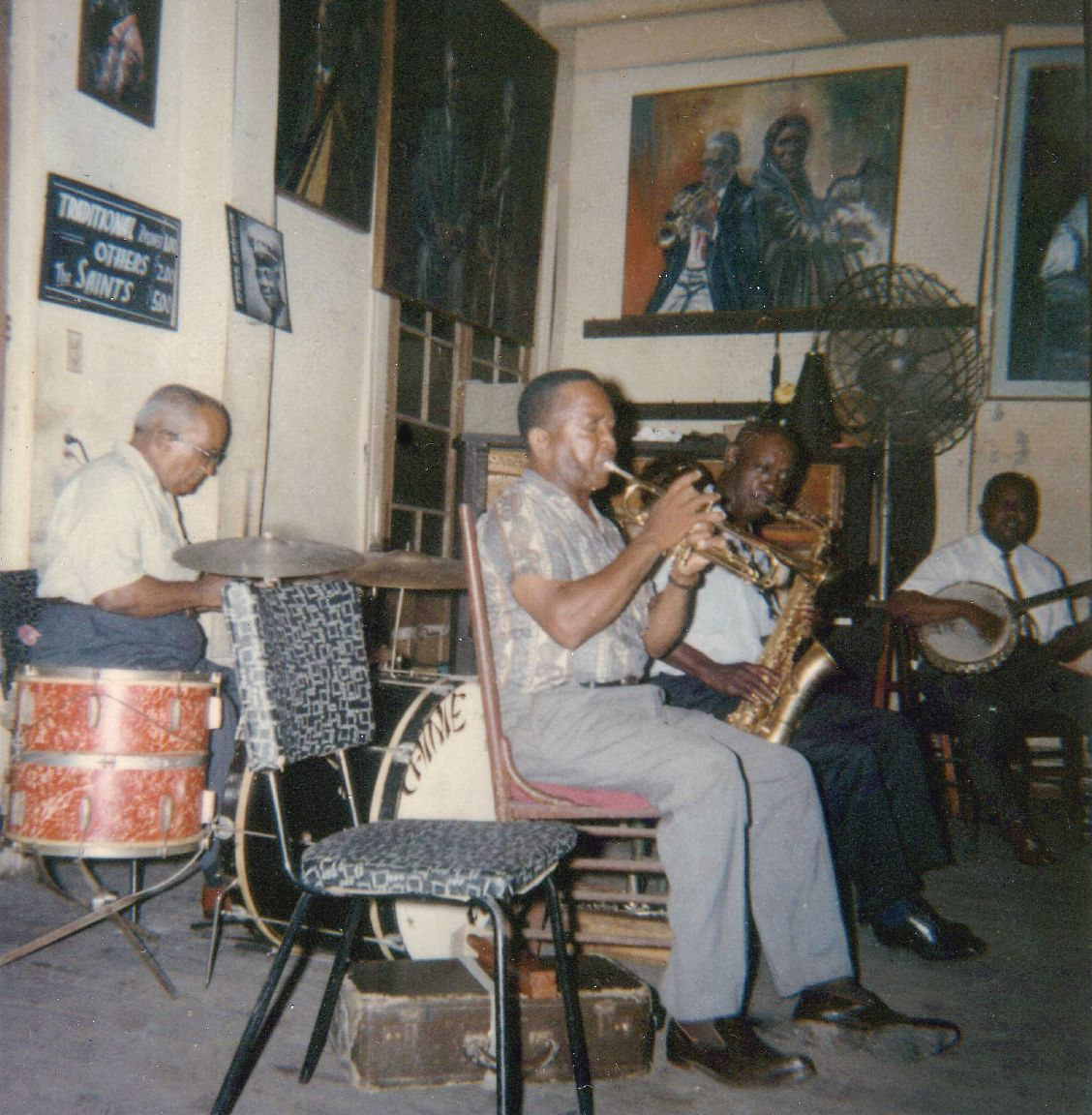
Captain John Handy die saxofoon speelt met Kid Sheik Cola die trompet speelt

Captain John Handy (Pass Christian, 24 juni 1900 – New York, 12 januari 1971) was een Amerikaanse jazzmuzikant. Hij speelde altsaxofoon en droeg in de jaren 1960 bij aan de revival van de traditionele New Orleans jazz. In die periode tourde hij ook met verschillende bands door Europa. In 1968 trad hij op in de Honky Tonk Jazz Club te Dendermonde.